# Beishanlong
Beishanlong (от кит. упр. 北山龍, пиньинь Běishān lóng, палл. бэйшаньлун, буквально: «бэйшанский дракон») — род вымерших гигантских динозавров-теропод из семейства орнитомимозавров. Описан из нижнемеловых отложений Китая в 2009 году.

## Открытие
Остатки трёх особей, отнесённых к этому роду, были найдены в начале XXI века на севере Китая в провинции Ганьсу. Типовой вид рода — Beishanlong grandis — был описан по костям посткраниального скелета в 2009 году (опубликован в 2010) группой китайских и американских палеонтологов. Бэйшаньлун жил около 120 миллионов лет назад на границе аптского и альбского ярусов.

## Классификация
Согласно более раннему исследованию, бэйшаньлун является сестринским таксоном гарпимиму и соседствует с кладой беззубых ящеров, включающей Garudimimus и Ornithomimidae. Другие авторы помещают Beishanlong,  а также Garudimimus и дейнохейруса в подсемейство Deinocheiridae, являющееся вместе с подсемейством Ornithomimidae базальной ветвью в семействе орнитомимозавров.

## Описание
Бэйшаньлун был очень крупным животным, достигавшем размеров 7 м и более. Экземпляр, выбранный в качестве голотипа, ещё не закончил рост. Анализ структуры малоберцовой кости выявил 13 или 14 годовых колец, то есть это ещё не взрослая особь. Грегори Пол дал оценку размеров ящера в 7 метров в длину и 550 килограммов массой.
Тело бэйшаньлуна было довольно устойчивым. И передние, и задние конечности были умеренно длинными без сильного удлинения конечностей и когтей, свойственного поздним формам.